# Searx
Searx é um mecanismo de metabusca descentralizado na forma de software livre, sob a licença GNU AGPLv3, desenvolvido pelo programador Húngaro, Adam Tauber, que agrega resultados por volta de 70 serviços de busca. O mecanismo não salva consultas de pesquisa e não repassa ou mesmo vende dados privados a terceiros. Os usuários não são rastreados e além disso, pode ser usado na rede Tor para o anonimato online. 

## Funcionamento
As solicitações nas buscas são feitas por padrão usando o método de requisição POST, mas é possível usar a requisição GET modificando suas preferências em cada navegador web (exceto Google Chrome). Por isso, eles não aparecem nos logs do sistema ou no histórico de URLs visitados. No caso de usuários do Google Chrome, há uma exceção, Searx usa a barra de pesquisa para realizar solicitações GET. 
Os links podem ser visualizados diretamente com seus links de "cache" ou "proxy", sem visitar os websites. Os links "cache" mostram uma versão de uma página armazenada em archive.org, os links "proxy" mostram as páginas atualmente ativas, através de um proxy web, ao mesmo tempo em que o usuário está visualizando.
O metabuscador também possui várias seções especializadas; Geral, Ficheiros, Imagens, TI (dando respostas a perguntas sobre tecnologias de informação de sites de ajuda, códigos-fonte do tipo Git), Mapa (cartografia, via OpenStreetMap e Photon), Música, Notícias, Ciência (navegando em diferentes bases universitárias e oferecendo diferentes conteúdos de acesso livre), Redes Sociais e finalmente, Vídeos.
Para cada uma dessas seções é possível selecionar várias fontes ou restringi-las. Os resultados da pesquisa são exibidos com snippets (resultado de busca orgânica) ou mapas. No caso de mapeamento, também podem ser baixados nos formatos CSV, JSON ou RSS.
A Searx pode ser adicionada à barra de pesquisa de qualquer navegador web, logo, pode ser definido como o mecanismo de pesquisa padrão.

## Recursos
Os recursos do metabuscador incluem: sem rastreamento de usuário, sem perfil de usuário, cerca de 70 mecanismos de pesquisa compatíveis, fácil integração com qualquer mecanismo de pesquisa, cookies não são usados por padrão, conexões seguras HTTPS/SSL e criptografadas com certificados Let's Encrypt (TLSv1.3).
Searx também é personalizável, os usuários podem alterar e adaptar o design, as configurações de pesquisa que estão disponíveis em torno de 69 idiomas, além das configurações de privacidade.

## Instâncias
Cada usuário pode executar sua própria instância de pesquisa em seu servidor. Nenhum servidor de alta potência é necessário. 
Descentralizar instâncias permite aumenta à privacidade, evitando congestionamento em instâncias públicas, armazenando melhor as configurações personalizadas e até mesmo limpar os cookies em navegadores web. 
Os usuários podem compartilhar suas instâncias Searx em listas públicas ou salvá-las de forma privada. Esta última opção seria a forma mais segura de preservar a privacidade. 

## Privacidade
A principal preocupação da Searx é ser um mecanismo de busca que proteja a privacidade do usuário, por isso, funciona sem um banco de dados. Ela não armazena nada sobre os pedidos feitos no metabuscador. Ela oferece resultados de pesquisa não individualizados e imparciais porque não sabe mais do que o necessário sobre os usuários.
A Searx protege a privacidade de seus usuários de várias maneiras, independentemente do tipo de instância (privada, pública). A remoção de dados privados de solicitações de pesquisa ocorre em três formas:
- Remoção de dados privados de solicitações para serviços de pesquisa

- Não encaminhar nada de serviços de terceiros por meio de serviços de pesquisa (por exemplo, anúncio).

- Remoção de dados privados de solicitações que vão para as páginas de resultados.

Remover dados privados significa não enviar cookies para mecanismos de pesquisa externos e gerar um perfil de navegador aleatório para cada solicitação. Assim, não importa se uma instância pública ou privada trata a solicitação, pois ela é anônima em ambos os casos. Os endereços IP serão os IP da instância . 
Searx não veicula anúncios nem rastreia conteúdo, ao contrário da maioria dos serviços de pesquisa. Desse modo, os dados privados não são encaminhados a terceiros que podem monetizá-los . 